# Kongregation der Barmherzigen Schwestern vom hl. Vinzenz von Paul (Mutterhaus Augsburg)
Die Barmherzigen Schwestern vom hl. Vinzenz von Paul (Mutterhaus Augsburg) sind ein Ordensinstitut, eine Kongregation bischöflichen Rechts, der katholischen Kirche.
Sie sind Teil der vinzentinischen Familie und Mitglied der Föderation Vinzentinischer Gemeinschaften. Die Gemeinschaft hat ihren Sitz im Mutterhaus in Augsburg.

## Geschichte
König Ludwig I. holte 1832 die Barmherzigen Schwestern in das Königreich Bayern. Am 19. März 1832 kamen zwei Schwestern aus Straßburg in München an und gründeten eine neue Gemeinschaft. Zwischen 1837 und 1839 entstand das Mutterhaus der Kongregation in der Nußbaumstraße in München. Die Geschichte in Augsburg begann 1847, als Schwestern aus dem Mutterhaus München eine erste Niederlassung übernahmen. 1859 wurde ihnen die Pflege auf der katholischen Abteilung des neuen Städtischen Krankenhauses Augsburg anvertraut. 1862 wurde ein eigenes Mutterhaus in Augsburg eingerichtet. Die Niederlassung bildete eine eigenständige Kongregation, die aber erst 1896 endgültig unabhängig wurde. Bis dahin hatte das Münchner Mutterhaus das Aufsichtsrecht. 1939 musste die Kongregation das bisherige erste Mutterhaus an die Stadt Augsburg abgeben. Die Ordensleitung siedelte nach Dießen am Ammersee um. Das ehemalige Augustinerchorherrenstift war seit 1917 im Besitz der Kongregation. 1964 bis 1967 wurde an der Stadtgrenze zwischen Augsburg und Göggingen ein Neubau des Mutterhauses errichtet. 2006 entschied sich die Kongregation zu einem erneuten Klosterneubau in der Gögginger Str. 94 in Augsburg, der Umzug erfolgte im Jahr 2010. Schwester Michaela Lechner leitet seit 2000 als Generaloberin die Gemeinschaft.

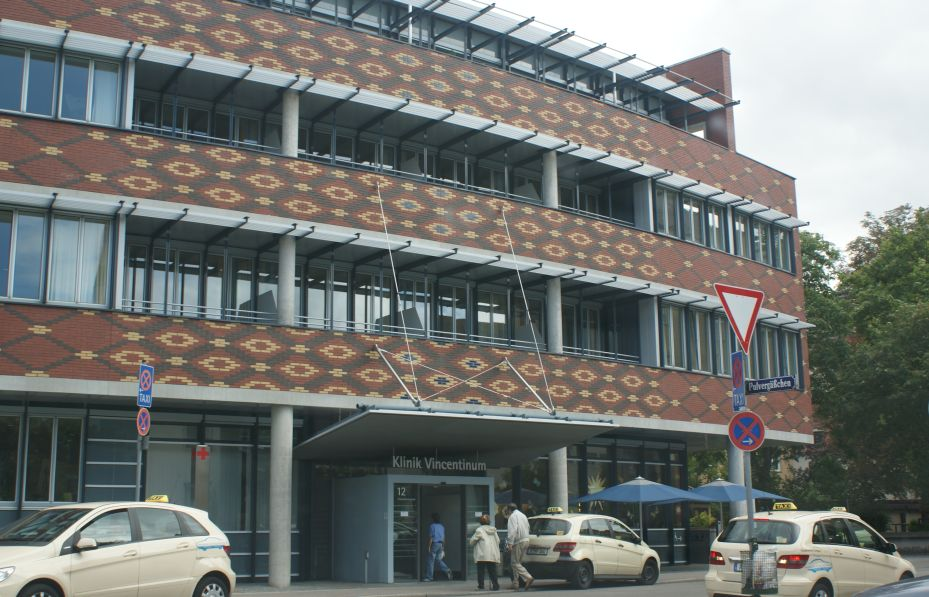
Ansicht des Eingangsbereichs des Vincentinums

## Einrichtungen
Eine der wesentlichen Aufgaben der Gemeinschaft ist die Krankenpflege. Die Schwestern der Augsburger Kongregation waren seit jeher in den Augsburger Krankenhäusern tätig. Das Vincentinum in der Jakobervorstadt am Rand der Augsburger Innenstadt war lange Jahre ein Belegkrankenhaus in Trägerschaft des Mutterhauses. Die Barmherzigen Schwestern verkauften das Vincentinum mit Wirkung ab 1. Juli 2017 an den Artemed Klinikgruppe. Die St. Vinzenz Pflege & Wohnen gGmbH ist eine gemeinnützige Einrichtung des Gesundheitsparks Vincentinum, die ältere Ordensschwestern betreut. Das Haus Sonnenheim in Füssen dient als Erholungsheim für die Ordensschwestern.